# An-Nil al-Abyad

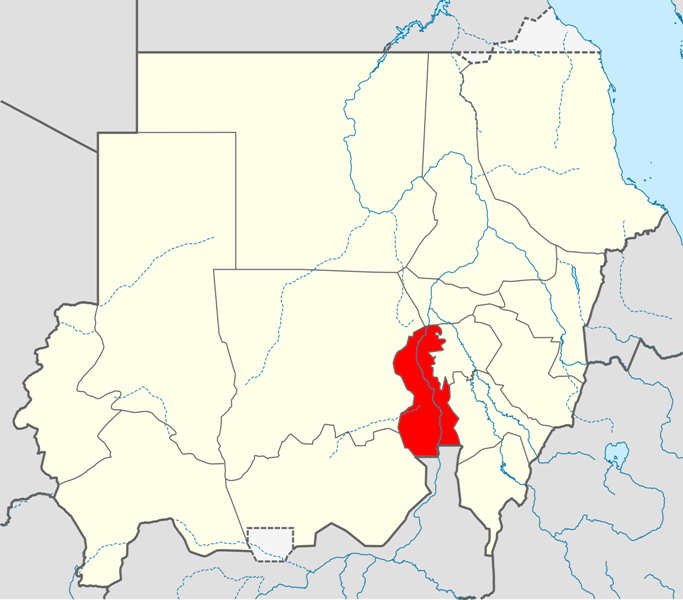
Delstatens läge i Sudan.

an-Nil al-Abyad (arabiska: النيل الأبيض, Vita Nilen) är en av Sudans 15 delstater (wilayat). Befolkningen uppgick till 1 188 707 (2006) på en yta av 30 411 kvadratkilometer. Den administrativa huvudorten är Kosti.

## Administrativ indelning
Delstaten är indelad i åtta mahaliyya:
- al-Dweim
- al-Geteina
- al-Jebelein
- al-Salam
- Kosti
- Rabak
- Tandalti
- Um Rimta